# Bjälverud
Bjälverud är en småort i Sunne kommun, i västra delen av Lysviks socken, belägen på den västra sidan av sjön Fryken. Orten är belägen mellan Torsby och Sunne.
Bjälverud har en badplats, Vika. S/S Freja af Fryken lägger sommartid till vid en brygga där, Frejabryggan.
Byalaget omfattar fem byar: Gullsby, Väsby, Västra Berga, Bjälverud och Råby.

## Befolkningsutveckling
| Befolkningsutvecklingen | Befolkningsutvecklingen | Befolkningsutvecklingen | Befolkningsutvecklingen | Befolkningsutvecklingen |
| ----------------------- | ----------------------- | ----------------------- | ----------------------- | ----------------------- |
|                         |                         |                         |                         |                         |
| År                      |                         |                         | Invånare                |                         |
| 1995                    | 1995                    |                         | 50                      | 50                      |
| 2000                    | 2000                    |                         | 50                      | 50                      |
| 2005                    | 2005                    |                         | 62                      | 62                      |
| 2010                    | 2010                    |                         | 65                      | 65                      |
| 2015                    | 2015                    |                         | 63                      | 63                      |
| Källa:                  |                         |                         |                         |                         |